# Zielona Góra (gemeente)
De gemeente Zielona Góra is een landgemeente in het Poolse woiwodschap Lubusz, in powiat Zielonogórski.
De zetel van de gemeente is in Zielona Góra, hoewel de stad zelf niet tot het grondgebied van de gemeente behoort.
Op 30 juni 2004 telde de gemeente 15 834 inwoners.

## Oppervlakte gegevens
In 2002 bedroeg de totale oppervlakte van gemeente Zielona Góra 220,45 km², waarvan:
- agrarisch gebied: 34%
- bossen: 55%

De gemeente beslaat 14,04% van de totale oppervlakte van de powiat.

## Demografie
Stand op 30 juni 2004:
| Omschrijving                   | Totaal | Totaal | Vrouwen | Vrouwen | Mannen | Mannen |
| ------------------------------ | ------ | ------ | ------- | ------- | ------ | ------ |
| eenheid                        | aantal | %      | aantal  | %       | aantal | %      |
| inwoners                       | 15 834 | 100    | 7986    | 50,4    | 7848   | 49,6   |
| bevolkingsdichtheid (inw./km²) | 71,8   | 71,8   | 36,2    | 36,2    | 35,6   | 35,6   |

In 2002 bedroeg het gemiddelde inkomen per inwoner 1402,63 zł.

## Administratieve plaatsen (sołectwo)
Barcikowice, Drzonków, Jany, Jarogniewice, Jeleniów, Kiełpin, Krępa, Łężyca, Ługowo, Nowy Kisielin, Ochla, Przylep, Racula, Stary Kisielin, Sucha, Zatonie, Zawada.
Zonder de status sołectwo : Stożne.

## Aangrenzende gemeenten
Czerwieńsk, Kożuchów, Nowogród Bobrzański, Otyń, Sulechów, Świdnica, Zabór, Zielona Góra